# Hôtel de Boisgelin (Paris)
Pour les articles homonymes, voir Hôtel de Boisgelin.
L’hôtel de Boisgelin ou de La Rochefoucauld-Doudeauville ou de Janvry se trouve à Paris dans le 7e arrondissement, nos 47-49, rue de Varenne.

## Histoire

### Hôtel particulier privé
L'hôtel a été construit en 1732 par l'architecte Jean-Sylvain Cartaud pour Gérard Heusch de Janvry, secrétaire du Roi, sur un terrain appartenant aux religieux de la Charité et pris à bail emphytéotique de 45 ans.
À l'expiration du bail en 1778 l'hôtel fut loué au prince Camille de Lorraine, comte de Marsan, puis l'année suivante à Marie de Boisgelin, chanoinesse de Remiremont, et enfin en 1782 au frère de celle-ci, Raymond de Boisgelin, archevêque d'Aix-en-Provence et cardinal (1803-1804).
Saisi en 1792 comme bien d'émigré, l'hôtel est affecté au domaine des Hospices de Paris, puis vendu en 1807 au comte de Préameneu, l'un des rédacteurs du Code Civil. 
Les héritiers de ce dernier le vendent en 1837 à Marie François Félix de Bourbon-Conti, dit le chevalier d'Hattonville, fils naturel reconnu de Louis François de Bourbon-Conti.
Celui-ci le légue à sa mort, en 1840, à sa veuve, née Angélique Henriette de La Brousse de Verteillac, qui se remarie en 1841 avec Sosthène de La Rochefoucauld, duc de Doudeauville, directeur des Beaux-Arts sous la Restauration.
En 1859, elle loue le premier étage de l'hôtel à un fils du premier mariage de ce dernier, Marie Charles Gabriel Sosthène de La Rochefoucauld, duc de Bisaccia (1825-1908). 
En 1876, ce dernier fait l'acquisition de l'hôtel et le fait profondément transformer à la fin du XIXe siècle par l'architecte Henri Parent, qu'il emploie aussi à la restauration de ses châteaux de Bonnétable (Sarthe) et d'Esclimont (Eure et Loir). Les travaux sont inaugurés en 1888.
Le premier étage de l'hôtel est alors surélevé, les façades sur cour et sur jardin sont, de ce fait, remaniées, tandis que le comble est entièrement repris.
Un escalier en placage de marbres polychromes, inspiré des modèles versaillais, est construit en 1875. Il est orné de la tenture de l’Histoire d'Esther de la manufacture des Gobelins, suite offerte, selon la tradition, par Louis XV à l'empereur de Chine et acquise par le duc en 1886 à la suite du sac du Palais d'Été.
Le duc de Bisaccia, devenu duc de Doudeauville, fait remonter au premier étage de l'hôtel, des boiseries provenant du château de Bercy, boiseries qu'il avait achetées en 1860. Il fait aménager une chapelle, un jardin d'hiver, une vaste salle à manger, des écuries pour 25 chevaux, deux remises pour 8 voitures et deux selleries. Seul le grand salon conserve ses boiseries d'origine, de style Rocaille. 
En 1937, l'hôtel est acheté à la famille de La Rochefoucauld par la Caisse des dépôts et consignations.

### Ambassade d'Italie
Depuis 1938, en vertu d'un échange de baux emphytéotiques qui permet à la France de disposer, pour son ambassade à Rome, du palais Farnèse, l'hôtel de Boisgelin abrite l'ambassade d'Italie.
Les décors de la salle à manger et du théâtre sont postérieurs à cette installation : ils ont été réalisés par Adolfo Loewi dans le goût du XVIIIe siècle italien, à l'aide d'éléments anciens comme un plafond et des panneaux de Francesco Guardi, provenant du Palazzo Mocenigo à Venise, dans la salle à manger, et des boiseries venant d'un palais de Palerme dans le théâtre.

## Protection
Depuis un arrêté du 11 juin 1926, les façades de l'hôtel, les décors de l'escalier, de l'antichambre, du petit-salon au rez de chaussée, de la galerie, de la salle à manger, du grand salon, du petit salon du premier étage, sont inscrits aux Monuments historiques.

## Galerie

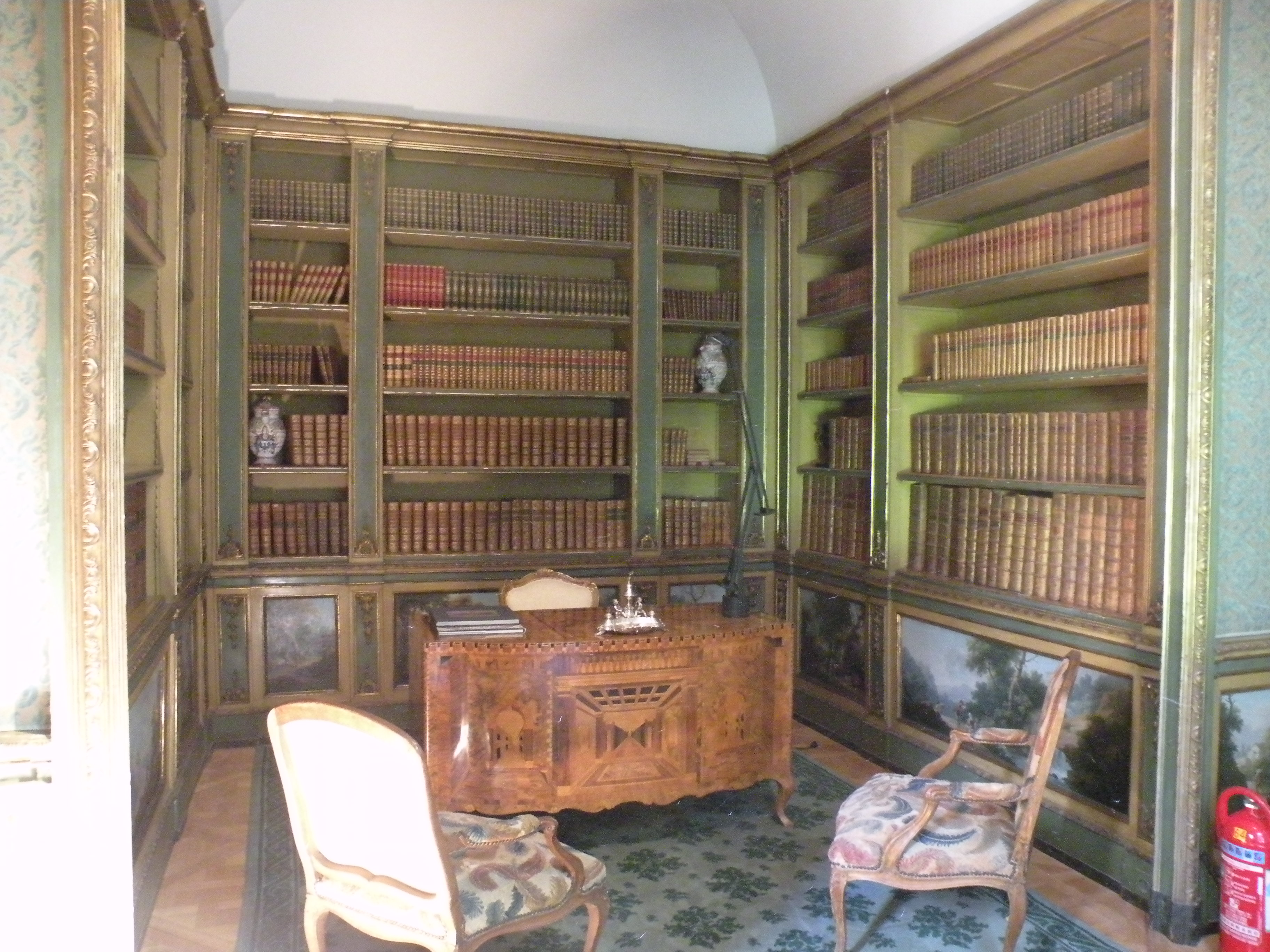
Bibliothèque.
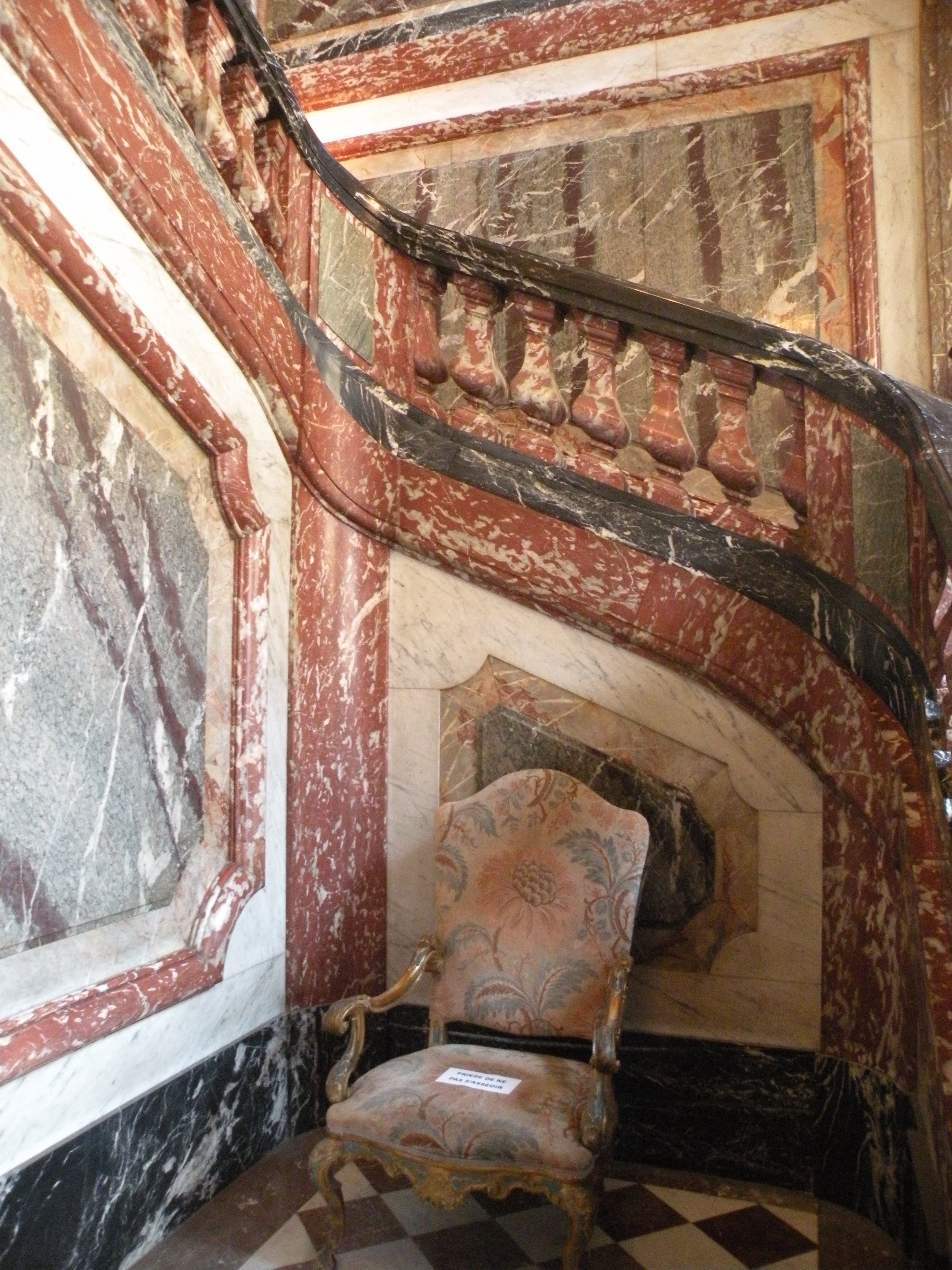
Grand escalier.
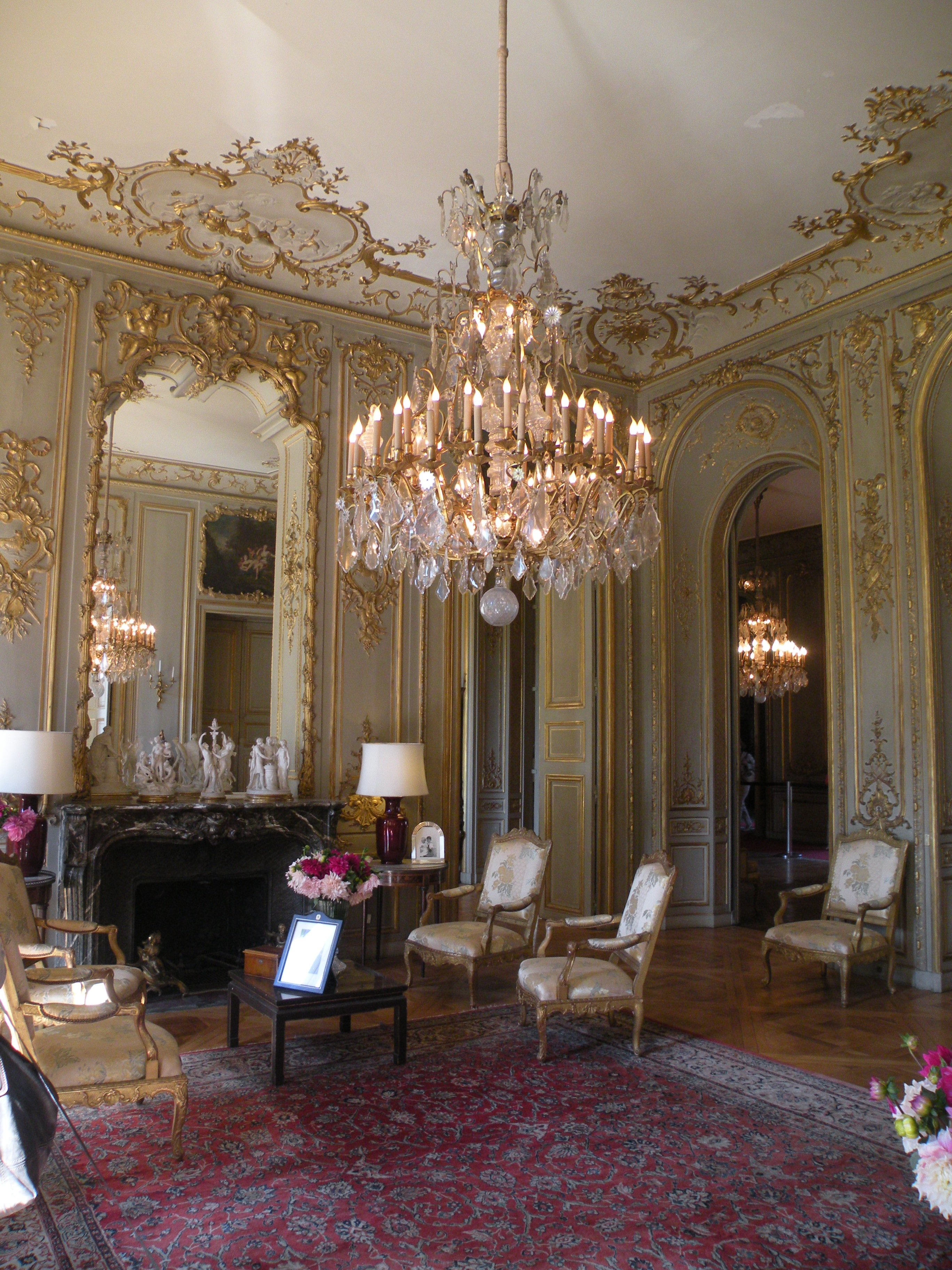
Grand salon.
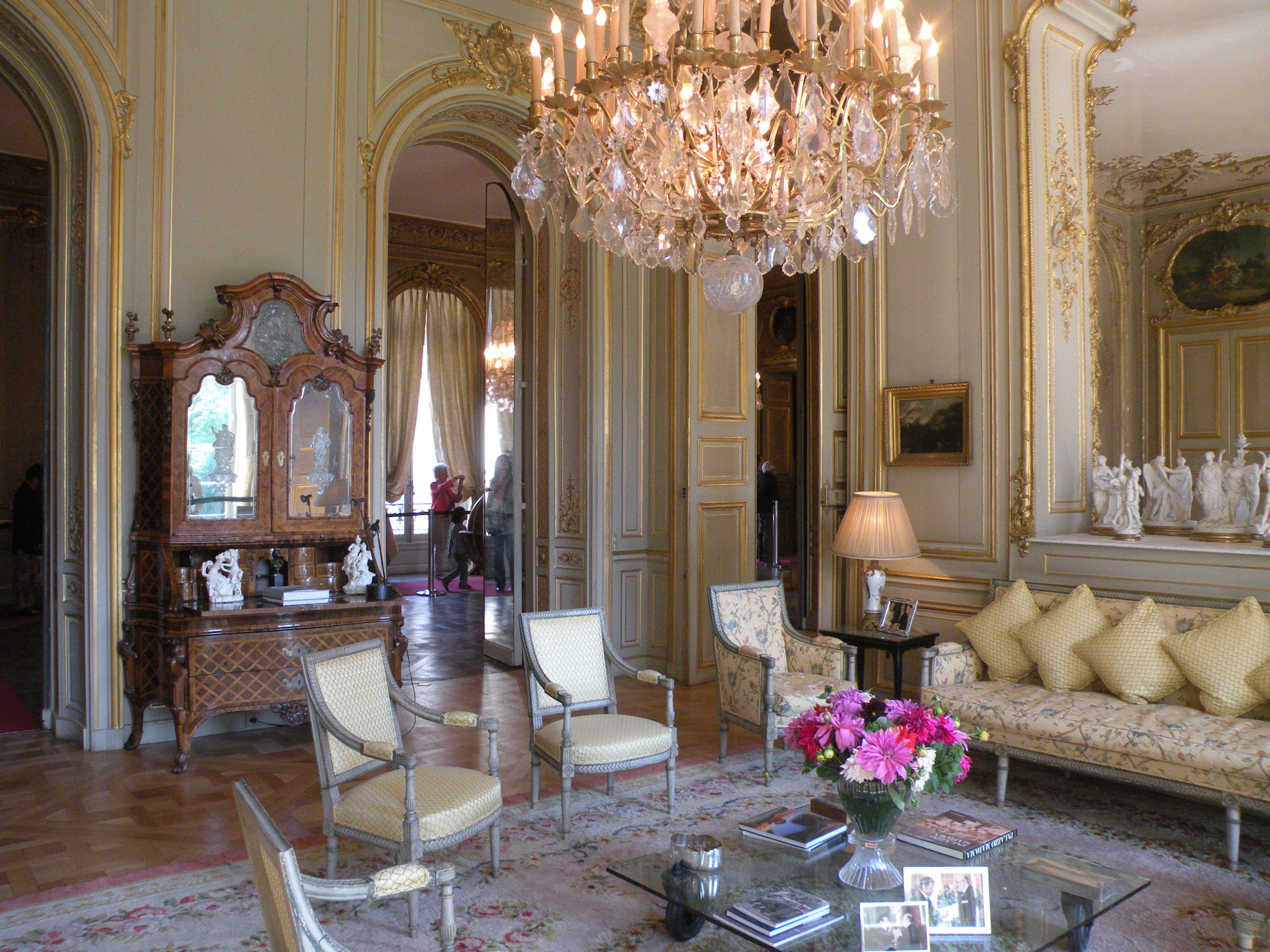
Petit salon.
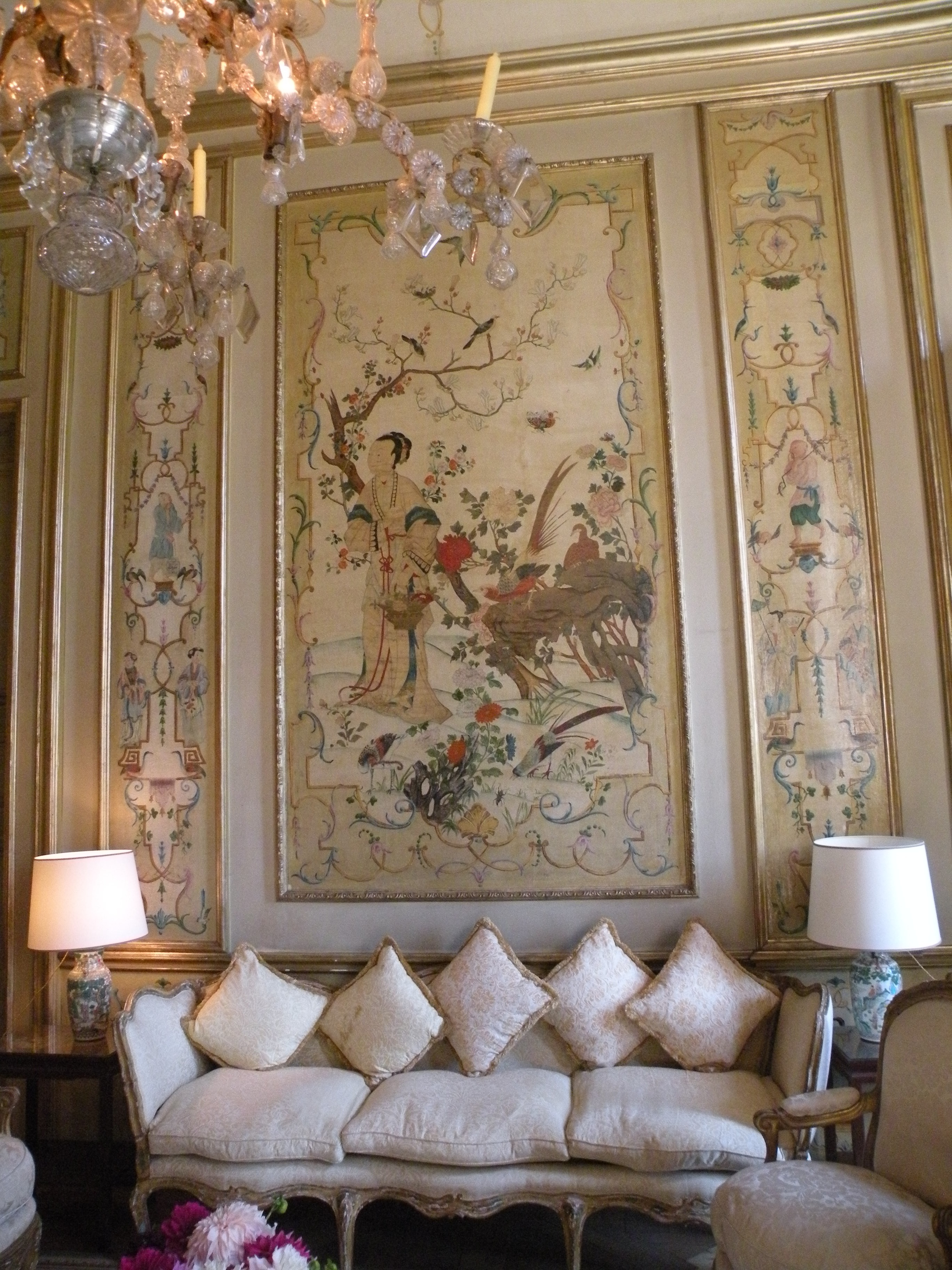
Salon chinois.
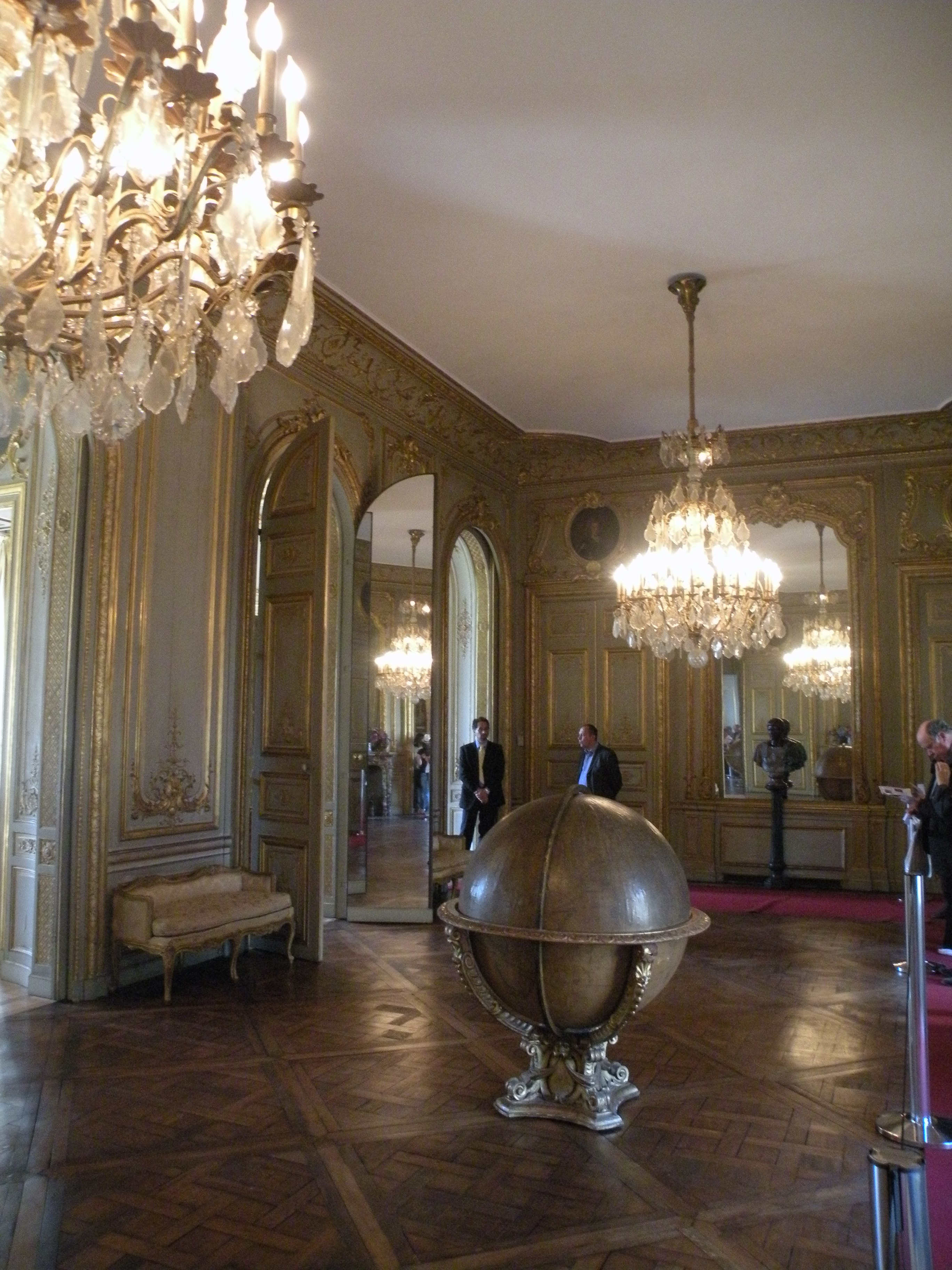
Salon de la mappemonde.
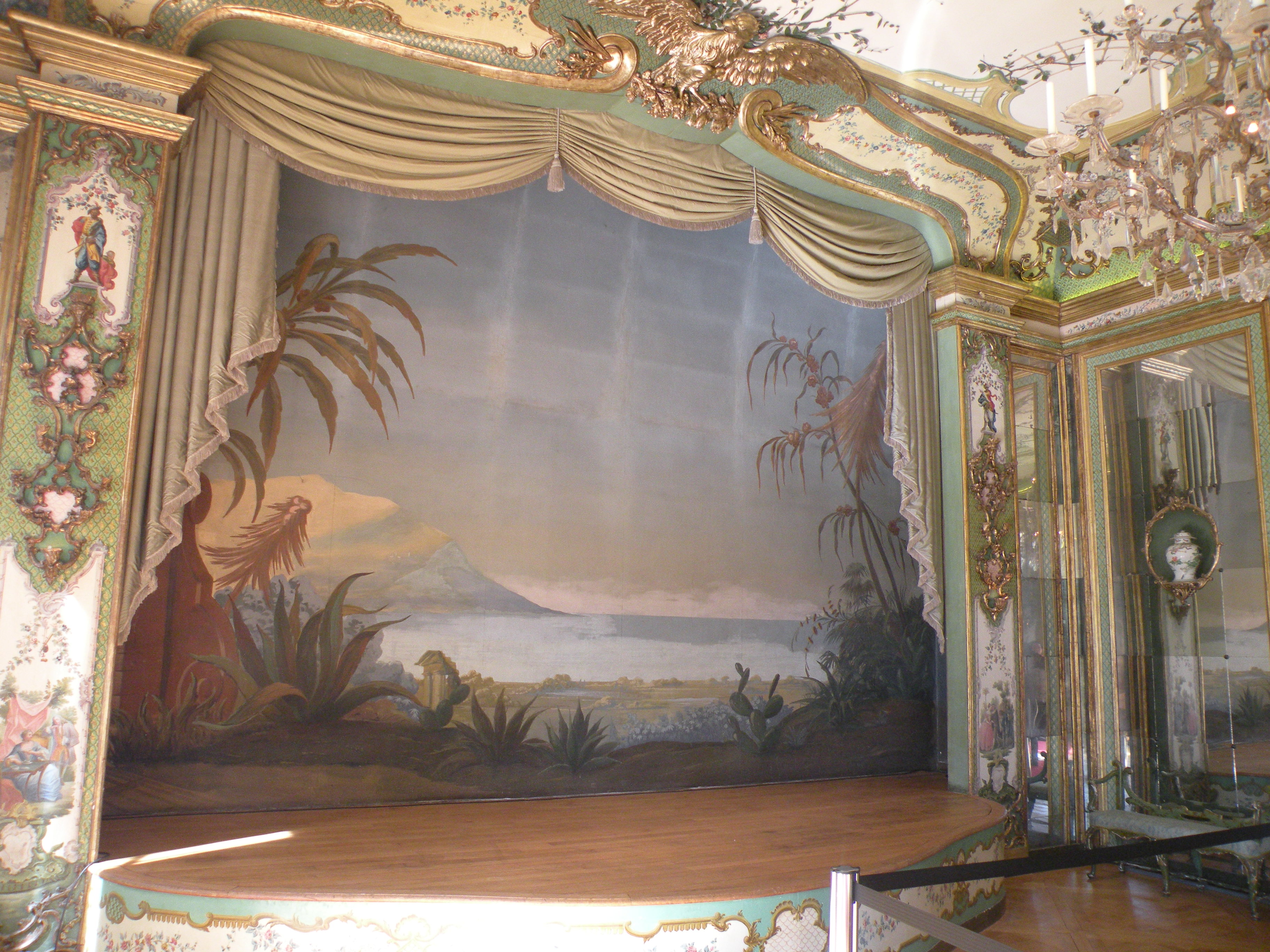
Théâtre sicilien.
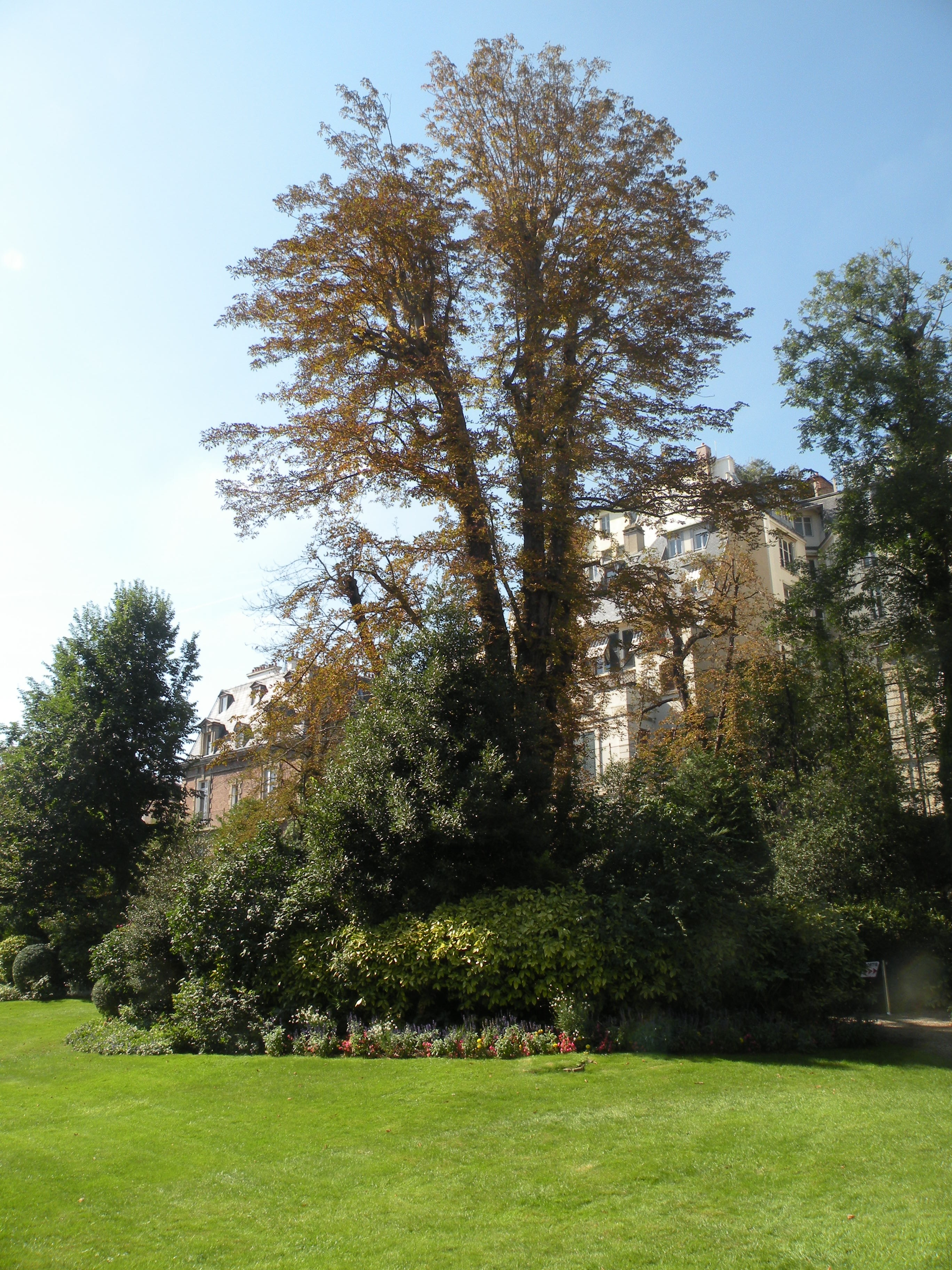
Parc.